# PP+Cs
PP+Cs, en forme longue Partido Popular + Ciudadanos, était une coalition politique formée par le Parti populaire et Ciudadanos en vue des élections basques de 2020.

## Historique
Le président du gouvernement basque Iñigo Urkullu dissout le Parlement le 10 février 2020 et convoque des élections pour le 5 avril 2020.
Le Parti populaire et Ciudadanos entament alors des négociations contre la montre en vue de se présenter conjointement lors des élections au Parlement basque et au Parlement de Galice. Après l'échec des négociations en Galice, Teodoro García Egea, secrétaire général national du PP, et Carlos Cuadrado, vice-secrétaire général national de Cs, signent le 21 février suivant un accord de coalition électorale. Alfonso Alonso, chef de file désigné par le PP du Pays basque, refuse alors de contresigner l'accord en pointant le fait que celui-ci a été négocié à Madrid sans sa présence,. L'accord prévoit que Cs reconnaît le régime fiscal particulier du Pays basque, que le PP doit désigner le candidat commun et que Cs choisira les candidats situés en deuxième position sur les listes d'Alava et Biscaye.
Alfonso Alonso annonce le 23 février qu'il ne sera pas le candidat de la coalition après avoir été informé de son éviction par Pablo Casado, président national du PP.

## Résultats électoraux

### Parlement basque
| Année | Tête de liste   | Voix   | %    | Rang | Mandats | Gouvernement |
| ----- | --------------- | ------ | ---- | ---- | ------- | ------------ |
| 2020  | Carlos Iturgaiz | 60 650 | 6,71 | 5e   | 6 / 75  | Opposition   |